# Пахоль, Олег Евгеньевич
Олег Евгеньевич Пахоль (род. 12 мая 1964) — советский и российский легкоатлет, специалист по метанию копья. Выступал за сборную СССР по лёгкой атлетике в 1980-х годах, чемпион Европы среди юниоров, победитель и призёр первенств всесоюзного значения. Мастер спорта СССР международного класса.

## Биография
Олег Пахоль родился 12 мая 1964 года.
Занимался лёгкой атлетикой в Волгограде, выступал за Советскую Армию и Профсоюзы. Проходил подготовку под руководством заслуженного тренера В. И. Политова.
Впервые заявил о себе на международном уровне в сезоне 1983 года, когда вошёл в состав советской сборной и выступил на юниорском европейском первенстве в Швехате, где с результатом 80,88 превзошёл всех соперников в метании копья и завоевал золотую медаль.
В июне 1985 года на турнире в Москве установил свой личный рекорд с копьём старого образца — 85,36 метра.
В 1988 году на зимнем чемпионате СССР по длинным метаниям в Адлере показал результат 79,86 метра и стал бронзовым призёром.
В 1989 году на другом зимнем чемпионате СССР по метаниям в Адлере метнул копьё на 79,60 метра и вновь взял бронзу. Представлял Советский Союз на международных турнирах в Кракове и Софии, в обоих случаях одержал победу.
В июле 1990 года на соревнованиях в Горьком установил свой личный рекорд с копьём нового образца — 83,44 метра.
В 1991 году на зимнем чемпионате СССР по метаниям в Адлере с результатом 80,62 занял итоговое пятое место.
Завершил спортивную карьеру по окончании сезона 2000 года.